# 16091 Малчіоді
16091 Малчіоді (16091 Malchiodi) — астероїд головного поясу, відкритий 7 жовтня 1999 року.
Тіссеранів параметр щодо Юпітера — 3,530.